# يوشيتو هوري
يوشيتو هوري (باليابانية: 堀義人؛ بالكانا: ほり よしと) هو شخصية أعمال ياباني، ولد في 28 مارس 1962 في ميتو في اليابان.